# Carmen Barbieri
Carmen Luz Barbieri, född 21 april 1955 i Buenos Aires, är en argentinsk skådespelare och dansös.